# Jerzy Kraiński

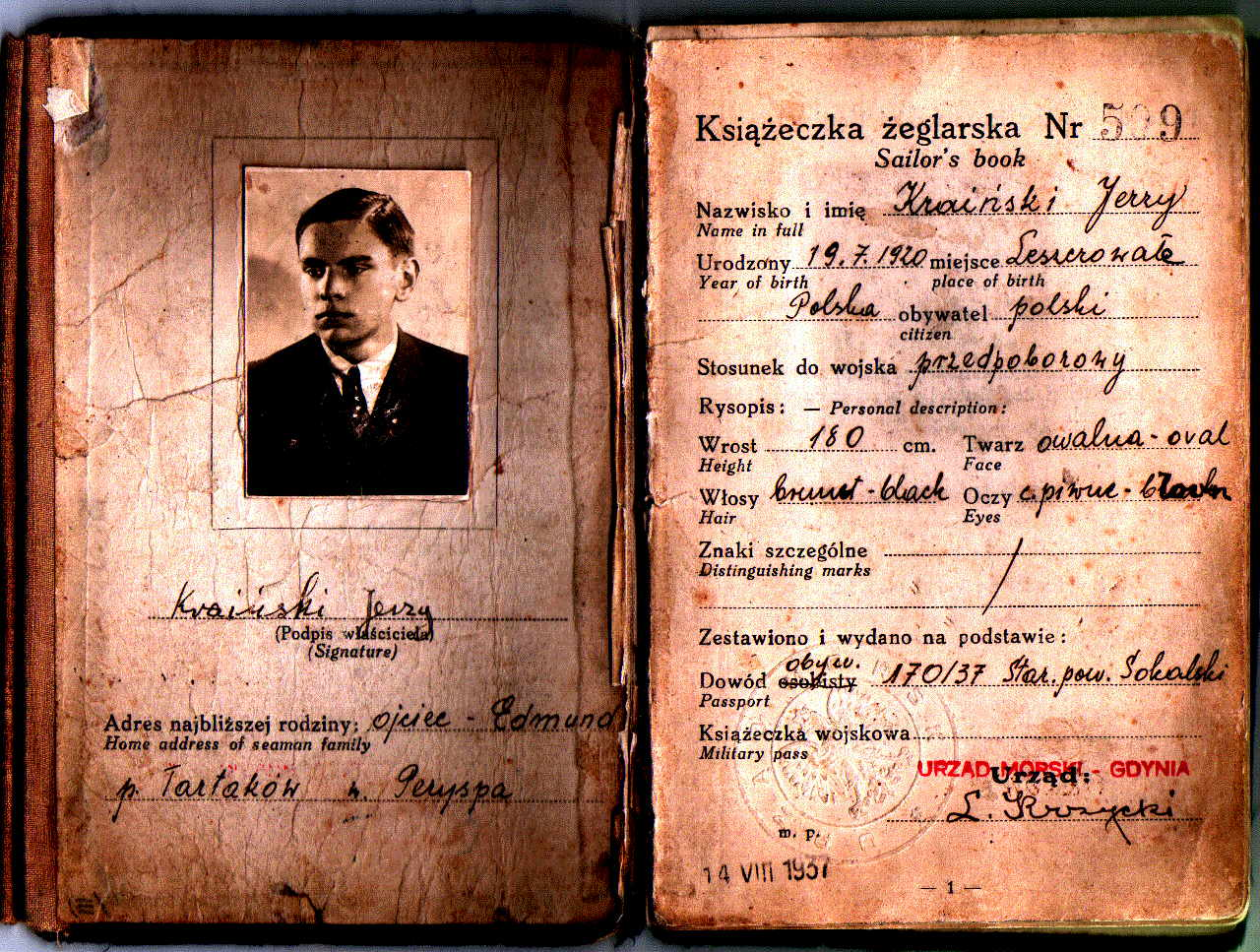
Książeczka Żeglarska J. Kraińskiego 1938 r.

Jerzy Kraiński (ur. 19 czerwca 1920, zm. 19 lipca 2012), marynarz, pracownik służb socjalnych w Wielkiej Brytanii, podchorąży Wojska Polskiego.

## Życiorys
Urodził się 19 czerwca 1920 r. w majątku Leszczowate, pow. Ustrzyki Dolne. Był synem Edmunda i Marii Budzyńskiej, właścicieli dóbr Perespa i wnukiem Wincentego Kraińskiego. W 1937 r. był studentem Państwowej Szkoły Morskiej w Gdyni, po czym rozpoczął pracę na morzu.
II wojna światowa zastała go we Francji i tam wstąpił do wojska polskiego. Szkolenie odbył w obozie Camp de Coëtquidan jako aspirant podchorąży. W czasie kampanii francuskiej służył w I Dywizji Grenadierów dowodzonej przez gen. bryg. Bronisława Ducha. Po upadku Francji był ewakuowany i internowany w Algierii. Pełnił służbę jako sekretarz Emeryka Augusta Hutten Czapskiego w Biurze Polskim w Afryce Północnej. W 1942 r. udało mu się dostać na statek polski, którym popłynął do Anglii. W Londynie mieszkał aż do śmierci 19 lipca 2012 r. Zgodnie z jego życzeniem prochy jego zostały rozsypane na Tamizie, po której odbył 11 rejsów z pacjentami chorymi psychicznie.

## Praca zawodowa

### Na morzu
Pływał na następujących okrętach
- s/v Dar Pomorza, uczeń, kap. Konstanty Maciejewski: Barbados, Martynika i Belem (Brazylia), 9/8 1937 – 21/4 1938
- s/v Dar Pomorza, uczeń, kap. K. Kowalski, 23/5 1938 – 2/8 1939
- m/s Korab I, praktykant, kap. Joh. v. d. Pijl, 10/8 1938 – 4/10 1939
- m/s Korab IV, starszy marynarz, kap. Lecoq Luciey, 4/10 – 25/10 1939
- Lewant, praktykant, kap. St. Pinudzieniski, 21/11 – 21/12 1942
- s/s Białystok, młodszy marynarz, kap. J. Mieszkowski, 17/8 – 31/12 1943
- s/s Białystok, starszy marynarz, kap. J. Mieszkowski, 31/12 1943 – 15/3 1944
- s/s Białystok, oficer pokładowy, kap. J. Mieszkowski, 16/3 1944 – 11/7 1944
- s/t „Podole”, dalekomorski trawler rybacki, Islandia 1945
- a/s Panda, 30 stopowy prywatny jacht, astro-nawigator, kap. Jack Hodgson: Gibraltar, Tanger, Wyspy Kanaryjskie, Barbados, Martynika, Rep. Dominikańska, Jamajka, Miami, 1948 -1949[4].

### Na lądzie
W 1947 r. podjął pracę w drukarni The Figaro Press w Londynie. Po roku zrezygnował i wyruszył znów na morze, przyjmując pracę astronawigatora na prywatnym jachcie a/s „Panda”. W 1949 r. zapisał się na studia ekonomii na University of London, jednak przewlekła choroba gruźlicy nie pozwoliła mu ich kontynuować. Wyleczył się dopiero w 1954 r. i mógł znowu podjąć pracę. Został sekretarzem Związku Polskich Oficerów Marynarki Handlowej w Londynie. W 1959 r. zrezygnował i zaangażował się w różne własne przedsięwzięcia handlowe.
W 1963 r. rozpoczął pracę w Mabledon Hospital w hrabstwie Kent (pod Londynem), polskim szpitalu dla chorych psychicznie. Kontynuował swoją karierę jako pracownik socjalny:
- 1965-1968 pracownik socjalny, Manor Hospital, Epsom, Surrey[8]
- 1968-1985 oficer socjalny, a od 1978 starszy oficer zespołu psychiatrii Kingston upon Thames[9].
- 1985–1987 starszy pracownik socjalny, Long Grove Hospital, Epsom, Surrey
- 1987-2012 koordynator charytatywnej organizacji Feltham Accord[10]

## Wykształcenie
- 1936 – Gimnazjum we Lwowe.
- 1936 – rozpoczął naukę w Państwowej Szkole Morskiej w Gdyni, którą ukończył w Southampton stopniem Aspirant Porucznik Żeglugi Małej (23.11.1944).
- 20.IX.1945 – zdał maturę i otrzymał świadectwo dojrzałości w Państwowym Liceum i Gimnazjum im.J.Słowackiego w Szkocji, Glasgow.
- 1949 – Studia ekonomii na Uniwersytecie Londyńskim
- 1971–1973 – Studia na Politechnice w Liverpoolu zakończone dyplomem pracownika socjalnego CQSW[11].

## Działalność społeczna
W latach 1981–1992 zorganizował 11 rejsów na Tamizie, każdy trwający tydzień, dla osób chorych psychicznie. Zmiany środowiska i doświadczenie na łonie przyrody miało na nich dobry wpływ.
Po przejściu na emeryturę w 1985 r. nadal był aktywny społecznie do końca 2010 r. Pomagał swoim wcześniejszym podopiecznym, robił dla nich zakupy, chodził za nich na pocztę, opłacał im rachunki.
W wieku 85 lat wstąpił do organizacji charytatywnej Manor Gardens Trust. Odwiedzał emerytów, często młodszych od siebie, którzy z powodu inwalidztwa nie wychodzili z domu.
Pomagał w organizacji świąt Bożego Narodzenia w przytułku dla bezdomnych w Londynie.
Pomagał rodzinie zamieszkałej w Polsce, zapraszał młodych i załatwiał im pracę w Londynie już w latach 60. i 70.

## Zainteresowania
Poezja i sztuka. Zainteresowania sztuką odziedziczył po ojcu Edmundzie, który był uczniem Augusta Rodina w Paryżu.

## Życie prywatne
Miał dwóch młodszych braci, Leszka, który zginął w czasie wojny w obozie koncentracyjnym w Oświęcimiu, i Stanisława.
W 1949 r. związał się z Zofią Johnson z domu Krassowską i pomógł wychować jej 2-letniego syna Nicholasa Johnsona (1947-2007). Nicholas z czasem został jednym z najwybitniejszych tancerzy The Royal Ballet i od 1985 Festival Ballet. Rudolf Nuriejew, tańczący Romea, obsadził go w roli wiernego przyjaciela Merkucjo. Tańczył też z Michałem Barysznikowem. Nicolas ożenił się z tancerką baletu Laurą Connor\, która występowała też z Rudolfem Nuriejewem.
Po śmierci Zofii w 1996 r. związał się z Jacqueline Emmett (ur. 1946), którą poznał z początkiem lat 70. Ożenił się z nią w 2005 r. w Londynie.

## Odznaczenia
- Krzyż Walecznych
- Croix de Guerre 1939–1945 (Francja) z Etoile de bronze (1 października 1964 r.)
- Medal Morski (dekretem prezydenta Rzeczypospolitej z dn. 3 lipca 1945) za rzetelną służbę na morzu 1939–1945.
- Nagroda burmistrza za wybitną służbę dla Royal Borough of Kingston upon Thames, 29 kwietnia 1983 r.

## Publikacje
- „Afryka. Wojna i Morze”, maszynopis, Wspomnienia z internowania w Algierii w latach 1941–1943.
- „Podróż w Nieznane”, maszynopis, fragmenty /w:/Old Timer no.1, grudzień 1999, Gdańsk.
- „Them Mentals and Me”, wyd. Lulu, ID 9221717, 2008 r., s. 273[18].
- „Utwory wybrane”, poezja, Warszawa 2011 r., s. 47.